# Lover Fest
Lover Fest là tour diễn thứ sáu và tour diễn lễ hội âm nhạc đầu tiên của ca sĩ kiêm nhạc sĩ người Mỹ Taylor Swift để quảng bá cho album phòng thu thứ bảy của cô, Lover (2019). Chuyến lưu diễn sẽ bắt đầu vào ngày 20 tháng 6 tại Werchter, Bỉ và kết thúc tại Foxborough, Massachusetts vào ngày 1 tháng 8 cùng năm. Chuyến lưu diễn đã bị hoãn từ năm 2020 và chính thức bị hủy vào cuối tháng 2 năm 2021

## Thông tin
Buổi biểu diễn của Swift tại sân vận động SoFi ở Inglewood, California sẽ khiến cô trở thành nghệ sĩ đầu tiên biểu diễn ở đó, cùng với người phụ nữ đầu tiên tổ chức sự kiện khai mạc tại một sân vận động NFL. Cô sẽ là nghệ sĩ nữ duy nhất đứng đầu tại Glastonbury vào năm 2020 và chỉ là nữ ca sĩ solo thứ sáu làm điều đó trong lịch sử năm mươi năm của lễ hội, nhưng chương trình đã bị hủy vào ngày 27 tháng 2 năm 2020, do lo ngại về đại dịch COVID-19.
Swift quảng bá album và các bài hát của nó thông qua một số buổi biểu diễn trực tiếp. Vào ngày 1 tháng 5 năm 2019, Swift lần đầu tiên biểu diễn trực tiếp đĩa đơn mở đường "Me!" tại Lễ trao Giải thưởng âm nhạc Billboard 2019 cùng với Brendon Urie ở Las Vegas, Nevada. Swift và Brendon cùng nhau biểu diễn bài hát một lần nữa tại đêm chung kết mùa thứ mười sáu của chương trình The Voice vào ngày 21 tháng 5. Swift sau đó đơn ca "Me!" tại đêm chung kết chương trình Germany's Next Topmodel, Mùa thi 14 vào ngày 22 tháng 5. Vào ngày 24 tháng 5, cô xuất hiện trên chương trình The Graham Norton Show với vai trò ca sĩ khách mời, trình diễn ca khúc "Me!". Vào ngày 25 tháng 5, Swift biểu diễn "Me!" tại đêm bán kết mùa thứ tám của chương trình The Voice Pháp.
Vào ngày 10 tháng 7, Swift dẫn đầu buổi hoà nhạc Amazon Prime Day Concert 2019 ở Thành phố New York, trình diễn "Me!" và lần đầu tiên, "You Need to Calm Down" cùng với những bài hát trong các album trước đó của cô. Vào ngày 22 tháng 8, một ngày trước khi album phát hành, Swift trình diễn trong một buổi hoà nhạc tại Công viên Trung tâm ở Thành phố New York trên chương trình Good Morning America. Cô sau đó biểu diễn "The Archer" trong buổi phát trực tiếp trên YouTube cùng ngày hôm đó. Swift mở màn Lễ trao Giải Video âm nhạc của MTV 2019 bằng liên khúc "You Need to Calm Down" và "Lover" vào ngày 26 tháng 8 và sau đó thắng được ba giải thưởng. Vào ngày 2 tháng 9, Swift biểu diễn "London Boy", "Lover", "The Archer" và "You Need to Calm Down" trên chương trình Live Lounge của kênh BBC Radio 1.
Để quảng bá cho album, Taylor đã dự định tổ chức tour lưu diễn thứ 6 của mình - Lover Fest vào năm 2020, nhưng chuyến lưu diễn sau đó đã bị hủy bỏ vì ảnh hưởng của đại dịch Covid-19.

### Trích dẫn
1. ↑  "Taylor Swift Lover 2020 Concert/Festival Dates, Ticket information & more". Taylor Swift (bằng tiếng Anh). ngày 20 tháng 9 năm 2019. Truy cập ngày 12 tháng 10 năm 2019.
2. ↑  "Taylor Swift's 'Lover' Festival Tour Marks A Major Change For The Artist". Truy cập ngày 17 tháng 9 năm 2019.
3. ↑  "Taylor Swift announces to cancel 'Lover Fest' tour". The News International (bằng tiếng Anh). ngày 27 tháng 2 năm 2021. Truy cập ngày 6 tháng 7 năm 2021.
4. ↑  Markazi, Arash (ngày 17 tháng 9 năm 2019). "Taylor Swift to star in SoFi Stadium's grand opening next July". Truy cập ngày 17 tháng 9 năm 2019.